# Atoportunus pluto
Atoportunus pluto is een krabbensoort uit de familie van de Portunidae. De wetenschappelijke naam van de soort is voor het eerst geldig gepubliceerd in 2003 door Ng & Takeda.